# Australolaelaps aeneiceps
Australolaelaps aeneiceps är en stekelart som beskrevs av Girault 1925. Australolaelaps aeneiceps ingår i släktet Australolaelaps och familjen puppglanssteklar. Inga underarter finns listade.